# Municipio de Union (condado de Clearfield)
El municipio de Union (en inglés: Union Township) es un municipio ubicado en el condado de Clearfield en el estado estadounidense de Pensilvania. En el año 2000 tenía una población de 918 habitantes y una densidad poblacional de 11.4 personas por km².

## Geografía
El municipio de Union se encuentra ubicado en las coordenadas 41°07′36″N 78°36′59″O / 41.12667, -78.61639.

## Demografía
Según la Oficina del Censo en 2000 los ingresos medios por hogar en la localidad eran de $37,250 y los ingresos medios por familia eran de $43,355. Los hombres tenían unos ingresos medios de $31,696 frente a los $23,438 para las mujeres. La renta per cápita de la localidad era de $15,558. Alrededor del 4,7% de la población estaba por debajo del umbral de pobreza.